# 마린호쌀쥐
마린호쌀쥐(Cerradomys marinhus)는 비단털쥐과에 속하는 남아메리카 설치류의 일종이다. 브라질 미나스제라이스주에서 발견된다. 이전 학명은 Oryzomys marinhus로 쌀쥐속으로 분류했지만, 2006년에 세하두쌀쥐속으로 옮겨졌다.